# Truro (Massachusetts)
Pour les articles homonymes, voir Truro.
La ville de Truro est située dans le comté de Barnstable, dans le Massachusetts, aux États-Unis. Lors du recensement de 2010, sa population s’élevait à 2 003 habitants.

## Dans la culture
Edward Hopper a peint plusieurs tableaux à Truro.
Dans le film Men in Black 2, l'agent K travaille dans un bureau de poste situé à Truro.